# Колжанова, Мубина Даракуловна
Муби́на Дараку́ловна Колжа́нова (25 декабря 1925 — 26 февраля 2008) — передовик производства, скорняк Алматинского мехового комбината Министерства лёгкой промышленности Казахской ССР. Герой Социалистического Труда (1976).

## Биография
Родилась в 1925 году в бедной казахской семье.
В годы Великой Отечественной войны окончила курсы механизации, поле чего работала трактористом, комбайнёром в колхозе «Красный Урал».
В 1947 году переехала в Алма-Ату, где устроилась ученицей скорняка на местном меховом комбинате (позднее — комбинат имени 50-летия СССР), на котором проработала последующие сорок лет. Ежегодно перевыполняла производственный план.
Завершила личные обязательства 8-й пятилетки (1966—1970) в течение трёх лет и девяти месяцев, сэкономив 2385 дециметров мехового полуфабриката и 15 тысяч рублей. За эти трудовые достижения была награждена Орденом Ленина.
В начале 9-й пятилетки взяла социалистические обязательства сэкономить 5230 дециметров мехового полуфабриката. Эти обязательства были выполнены за три года. В 1976 году была удостоена звания Героя Социалистического Труда за выдающиеся трудовые достижения.
Избиралась депутатом Московского районного Совета народных депутатов Алма-Аты.
Скончалась 26 февраля 2008 года, похоронена на Центральном кладбище Алма-Аты.

## Награды
- Герой Социалистического Труда — указом Президиума Верховного Совета СССР от 4 марта 1976 года
- Орден Ленина — дважды